# Tantilla vulcani
La culebra ciempiés sureña (Tantilla vulcani) es una especie de serpiente que pertenece a la familia Colubridae.

## Distribución geográfica y hábitat
Es nativa del sur de Guatemala (Escuintla, San Marcos, Suchitepéquez, y Quezaltenango) y del sur de México (sudeste de Chiapas y este de Oaxaca). Se encuentra entre la hojarasca de los bosques húmedos tropicales o subtropicales, así como en plantaciones próximas.

## Estado de conservación
Se encuentra amenazada por la pérdida de su hábitat natural.